# Комаровичі
Кома́ровичі — село в Україні, у Самбірському районі, Львівської області. Населення становить 350 осіб (у 1921 р. проживало бл. 723 осіб).

## Історія
В урочищах Гостра гірка, Гаї, Могила знаходяться курганні поховання давньоруського часу. У грамоті короля Казимира III від 25 липня 1361 року згадується село Комаровичі, що свідчить про те, що воно існувало вже у часи Галицького князівства.

## Символіка
Зображення комара представляє одну з найпоширеніших версій походження назви села (герб є промовистим). Зображення "колодки"(замка) презентує ще одну ймовірну версію назви села- наявність на берегах р.Вирви комор-митниць, комор - складів. Зображення коси і шаблі має символізувати те, що селяни не лише вміють поля обробляти але й батьківщину захищати.

## Відомі люди
- Мирослав Франкович Маринович — український правозахисник, публіцист, релігієзнавець, член-засновник Української Гельсінкської групи.